# Cratère à piédestal
En géologie planétaire, un cratère à piédestal est un cratère dont les éjectas sont surélevés par rapport au terrain environnant, formant ainsi une plate-forme en hauteur (comme un piédestal). Ils se forment lorsqu'un cratère d'impact éjecte des matériaux qui forment une couche particulièrement résistante à l'érosion, si bien que les alentours du cratère s'érodent plus lentement que les terrains environnants. Dans certains cas, la différence d'altitude est de plusieurs centaines de mètres, ce qui signifie qu'une telle quantité de roche a été érodée. Les premiers cratères de ce type ont été observés sur Mars par les missions Mariner,,,.

## Classification
Après des études supplémentaires, les chercheurs ont divisé les cratères de ce type en trois classes différentes, et ont avancé des idées sur la façon dont ils ont été formés. On parle ainsi de cratères à excès d'éjecta et de cratères perchés, plus grands que les cratères à piédestal. Les trois sont de forme similaire, avec l'intérieur du cratère et ses environs immédiats surélevés par rapport à la région alentour. Les cratères à excès d'éjecta et les cratères perchés présentent des dépôts d'éjectas, mais c'est rarement le cas des cratères à piédestal. Tous se trouvent dans les mêmes régions et présentent des surélévations similaires - en moyenne près de 50 mètres. La principale différence entre les cratères à excès d'éjecta et les cratères perchés et que le bol des seconds est peu profond et parfois presque rempli de roches. Les cratères à piédestal se situent près du centre d'un plateau entouré par une falaise.

## Formation
On pense aujourd'hui que ces trois types de cratères sont le résultat d'impacts frappant une couche de glace. Dans le cas des cratères perchés ou à excès d'éjecta, les plus grands, l'impact a complètement ouvert la couche de glace et mis à nu la couche rocheuse sous-jacente. Une fraction de la roche inférieure a été projetée autour du cratère, formant un dépôt grossier d'éjecta, lequel a protégé le sol de l'érosion. L'érosion a ensuite laissé le cratère surélevé par rapport aux alentours. Les cratères à piédestal, plus petits, ont constitué une couche protectrice par un autre biais. Des simulations montrent qu'un impact important provoque un dégagement de chaleur suffisant pour fondre une partie de la glace. L'eau ainsi obtenue peut alors dissoudre les sels et les minéraux, ce qui produit une couche résistante.
Cette nouvelle compréhension de la formation de ces cratères a permis aux scientifiques de comprendre comment des couches roches en glaces ont été déposées à plusieurs reprises dans les zones de latitude moyenne des deux hémisphères pendant l'amazonien. Durant cette période, l'inclinaison de Mars a subi de fortes variations, perturbant le climat. Avec son inclinaison actuelle, Mars possède d'importantes calottes glaciaires à ses pôles. À certaines époques, les pôles ont été plus exposés au soleil, provoquant une migration de la glace polaire vers les latitudes moyennes ; c'est à ces époques que les couches riches en glaces sont apparues. 

## Galerie

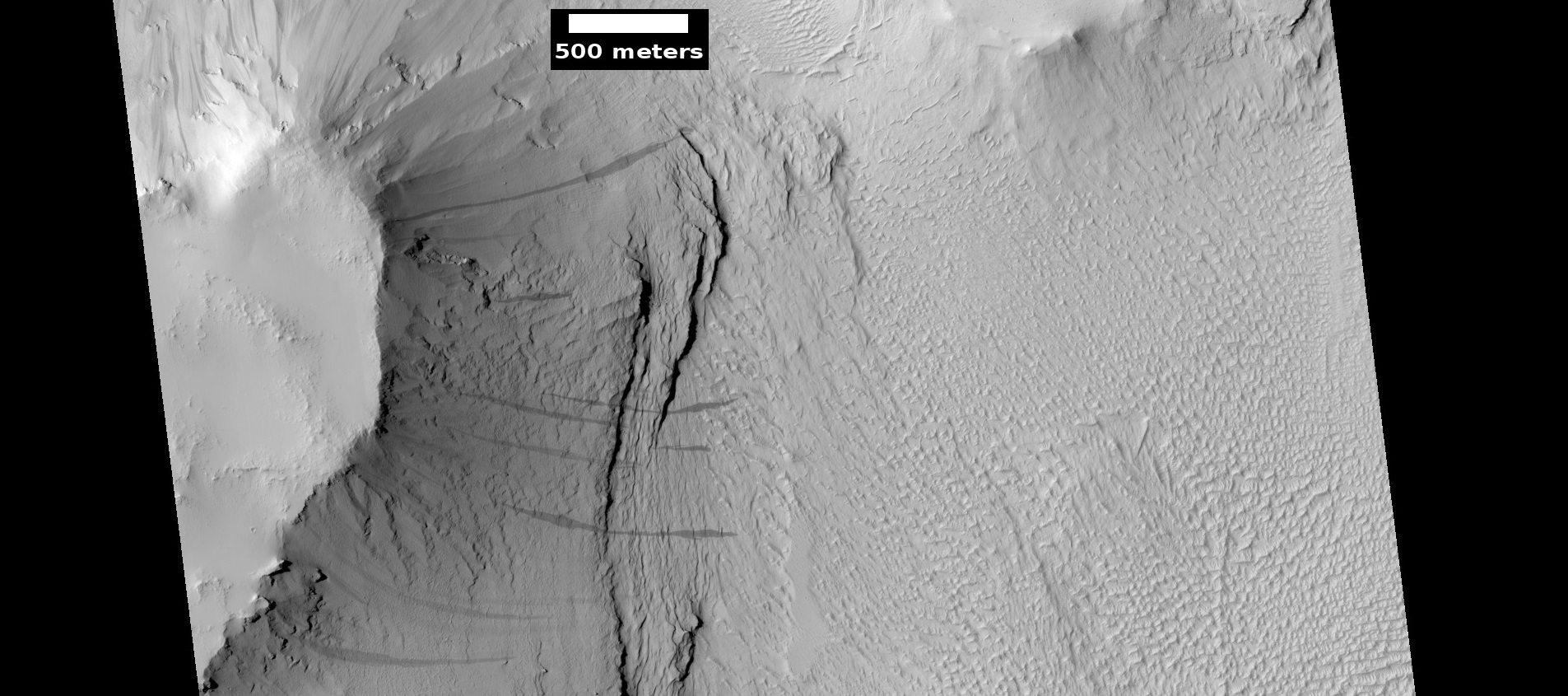
Un petit cratère à piédestal situé à l'intérieur du cratère Tikhonravov, dans le Quadrangle d'Arabia.
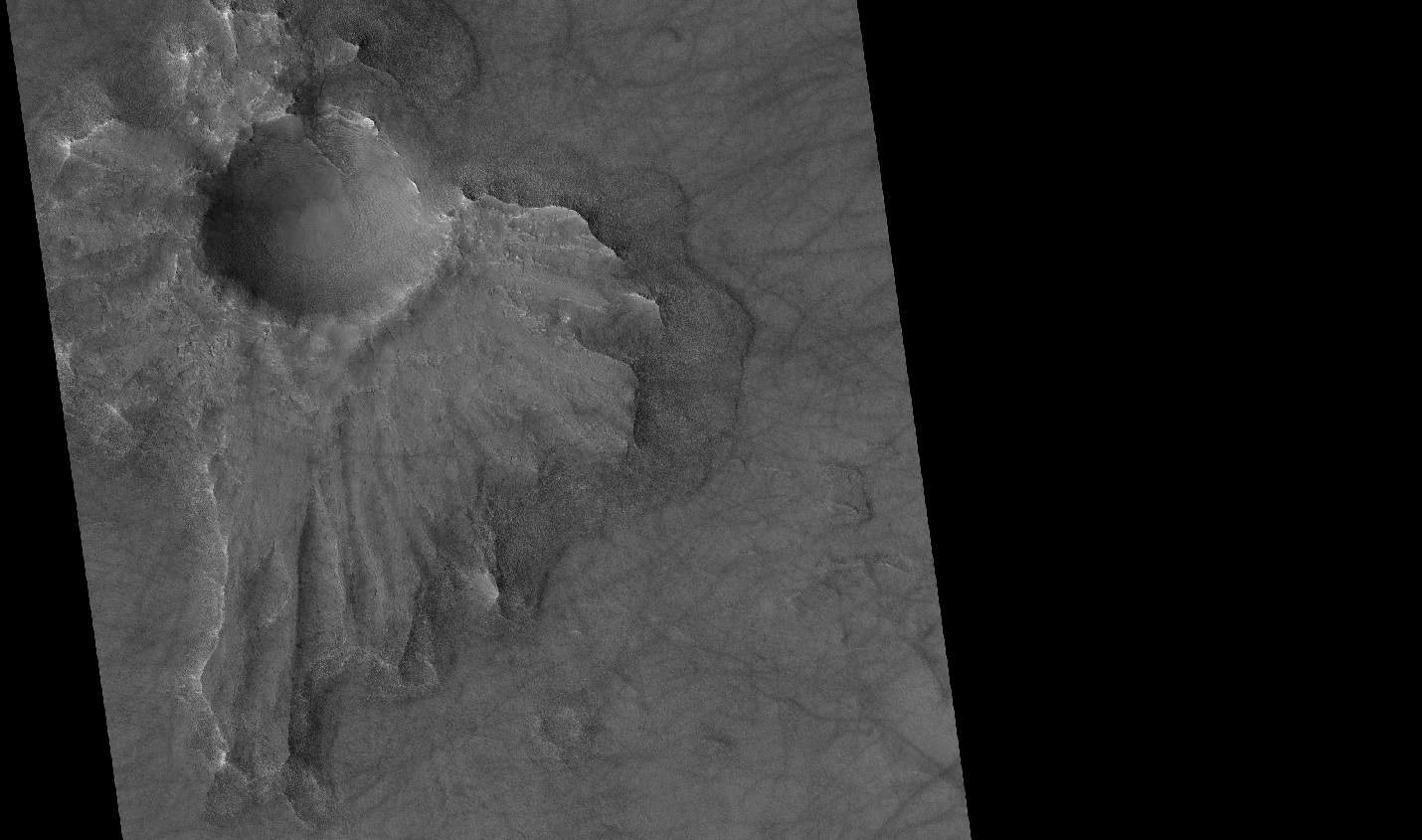
Un cratère à piédestal (HiRISE), Quadrangle de Casius. L'éjecta est asymétrique autour du cratère parce que l'astéroïde a percuté le sol avec un angle faible, venant du nord est.
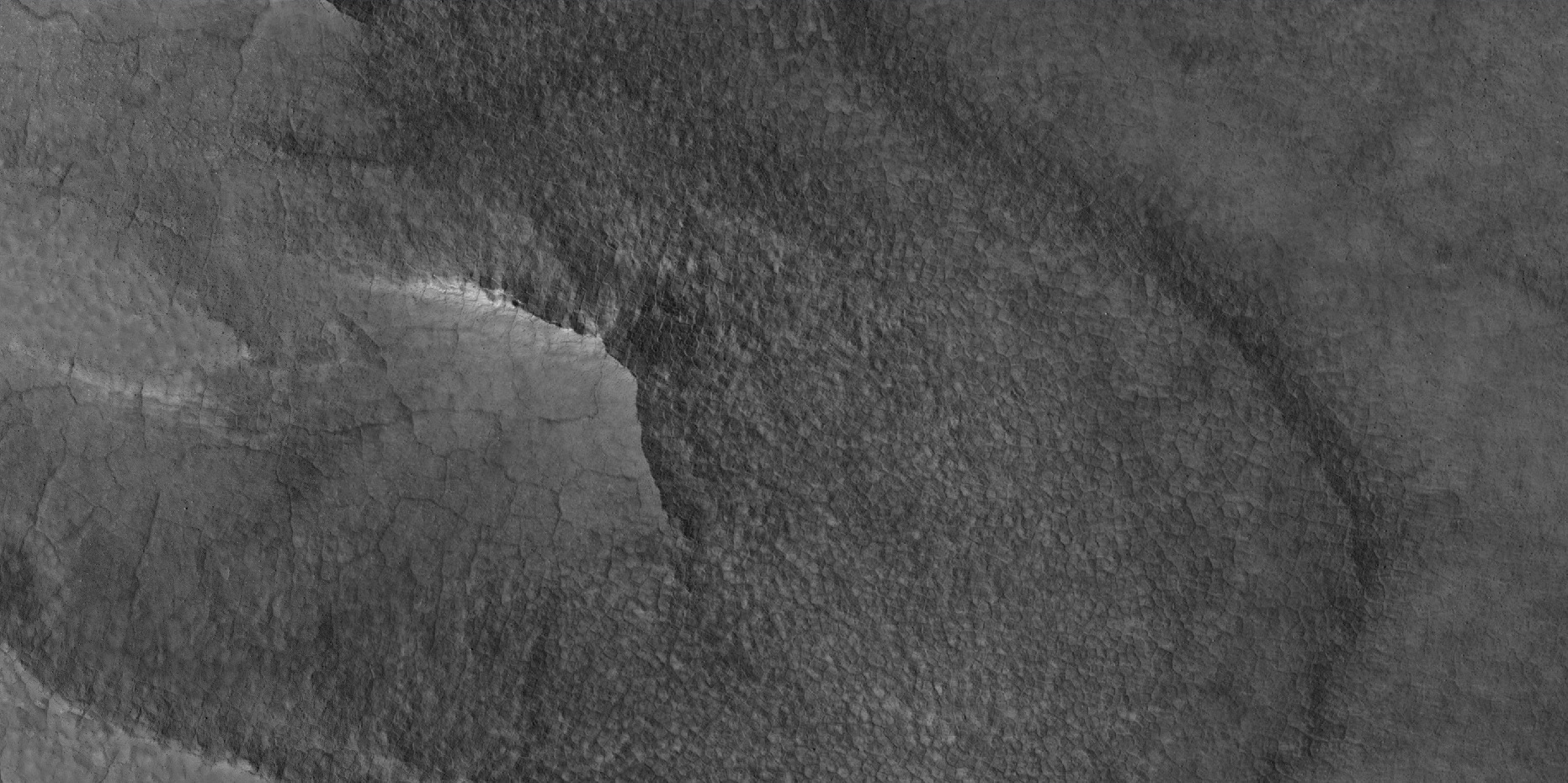
Détail de la partie est (droite) de l'image précédent. image HiRISE. La configuration du terrain, notamment les polygones, fait croire à la présence de glace sous la couche protectrice.
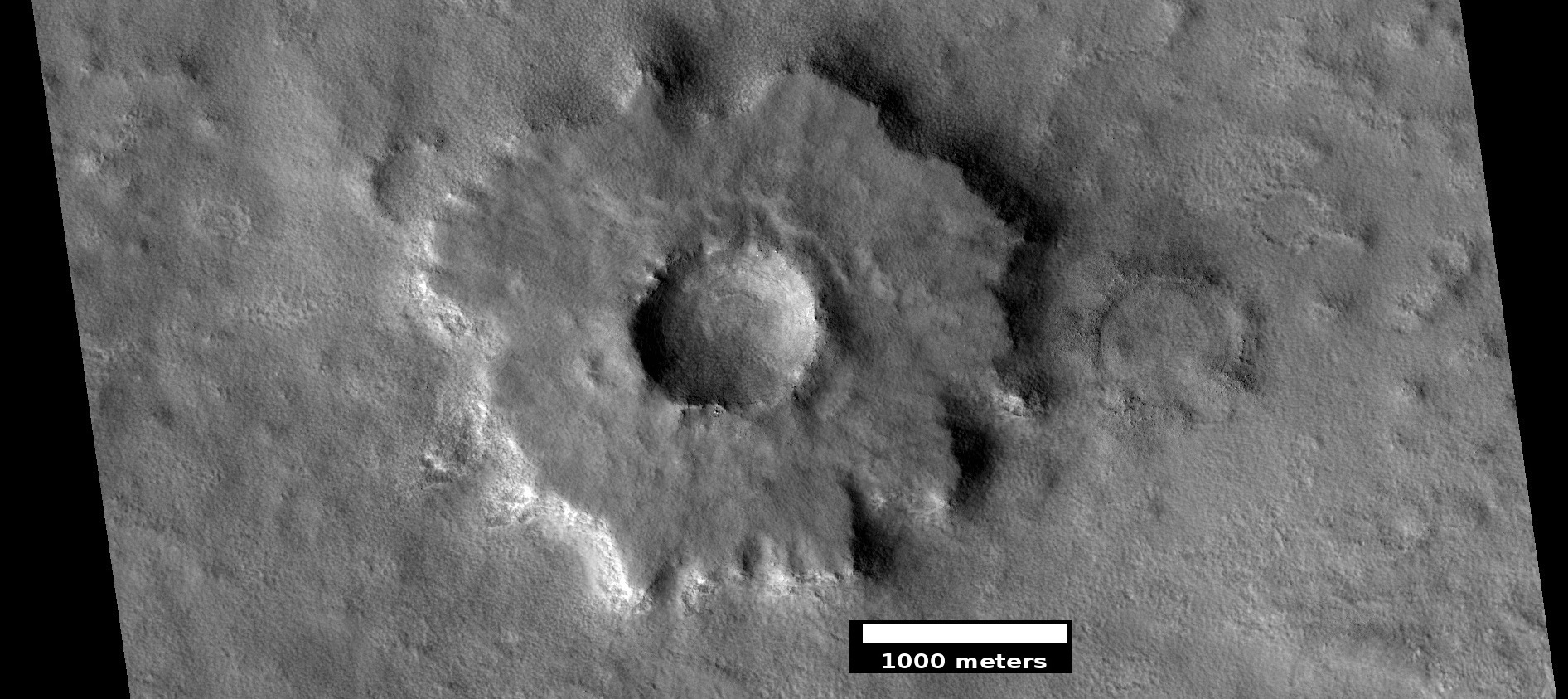
Cratère à piédestal, vu par HiRISE dans le programme HiWish. La couche supérieure a protégé les couches inférieures de l'érosion.
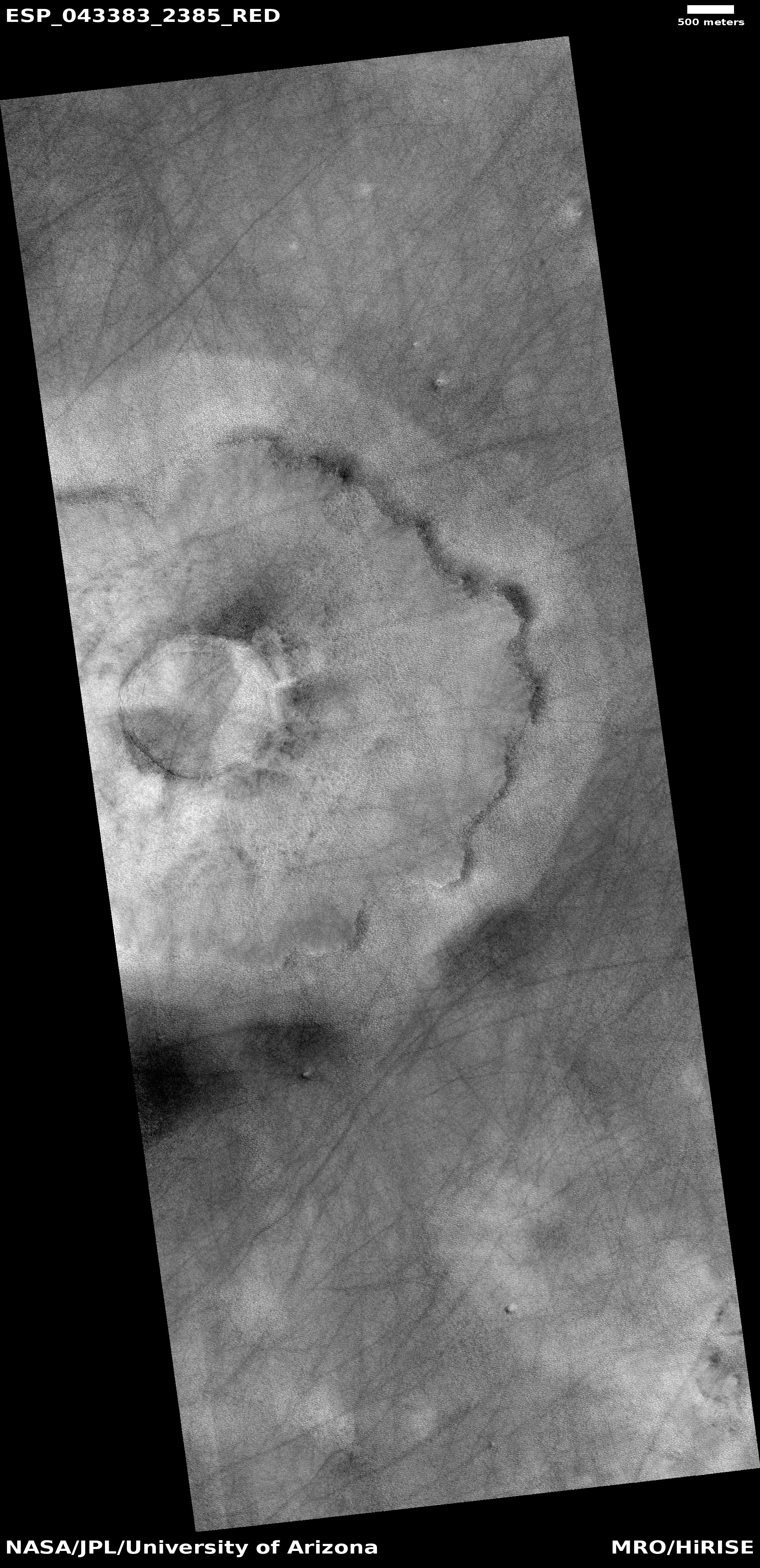
Cratère à piédestal (image HiRISE) dans le quadrangle de Casius. Les lignes sombres correspondent au passage de Tourbillons de poussière.
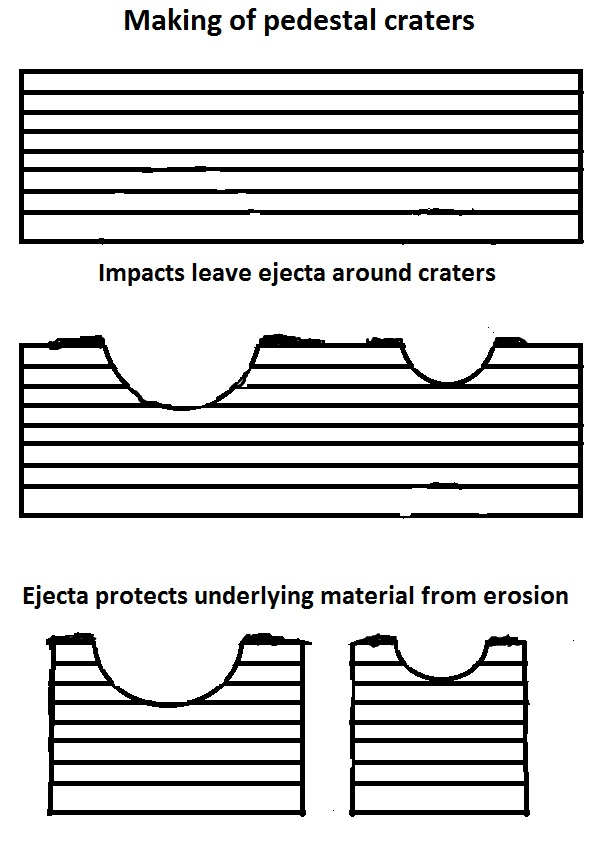
Les cratères à piédestal se forment quand l'éjecta de l'impact protège les couches inférieures de l'érosion. Ce processus abouti à un cratère surélevé par rapport aux alentours.
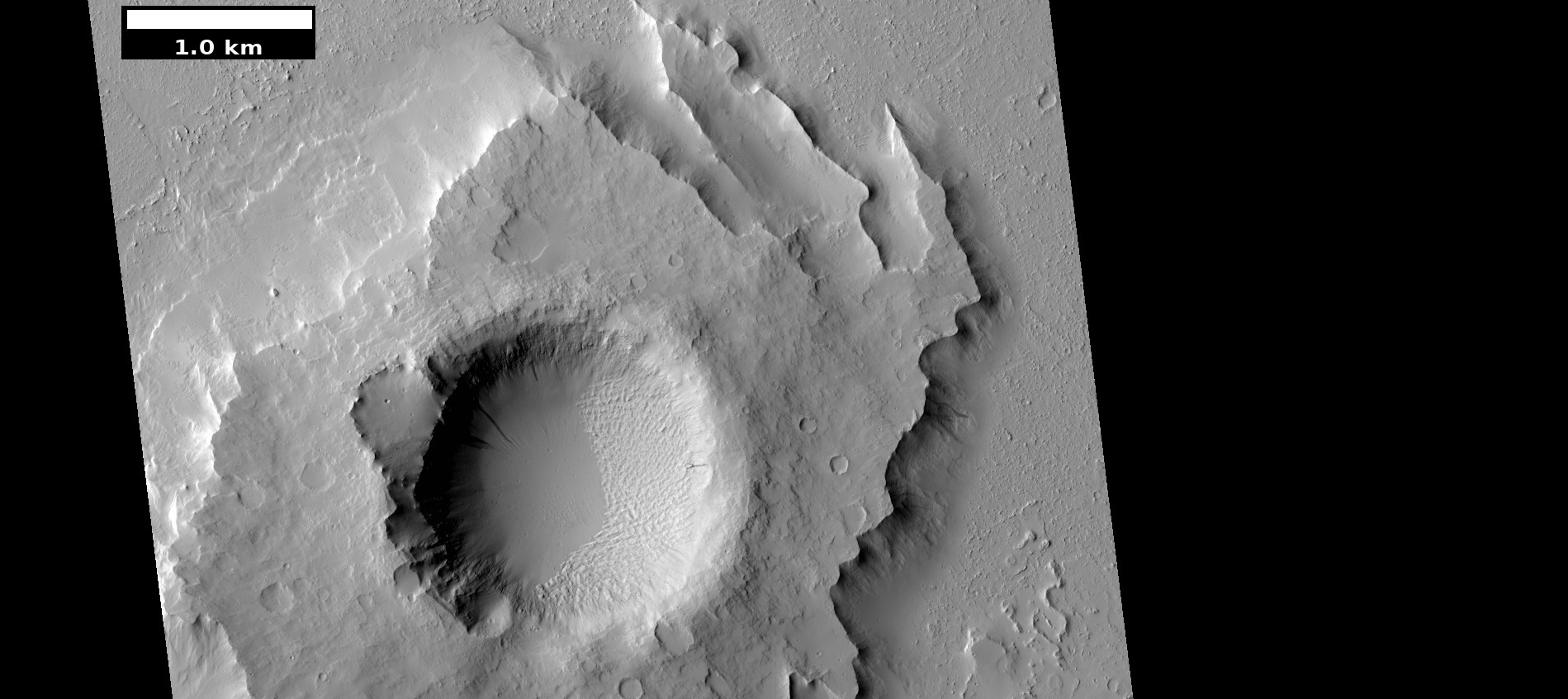
Cratère à piédestal (image HiRISE) dans le quadrangle d'Amazonis. On distingue les contours de la terrasse entourant le cratère.
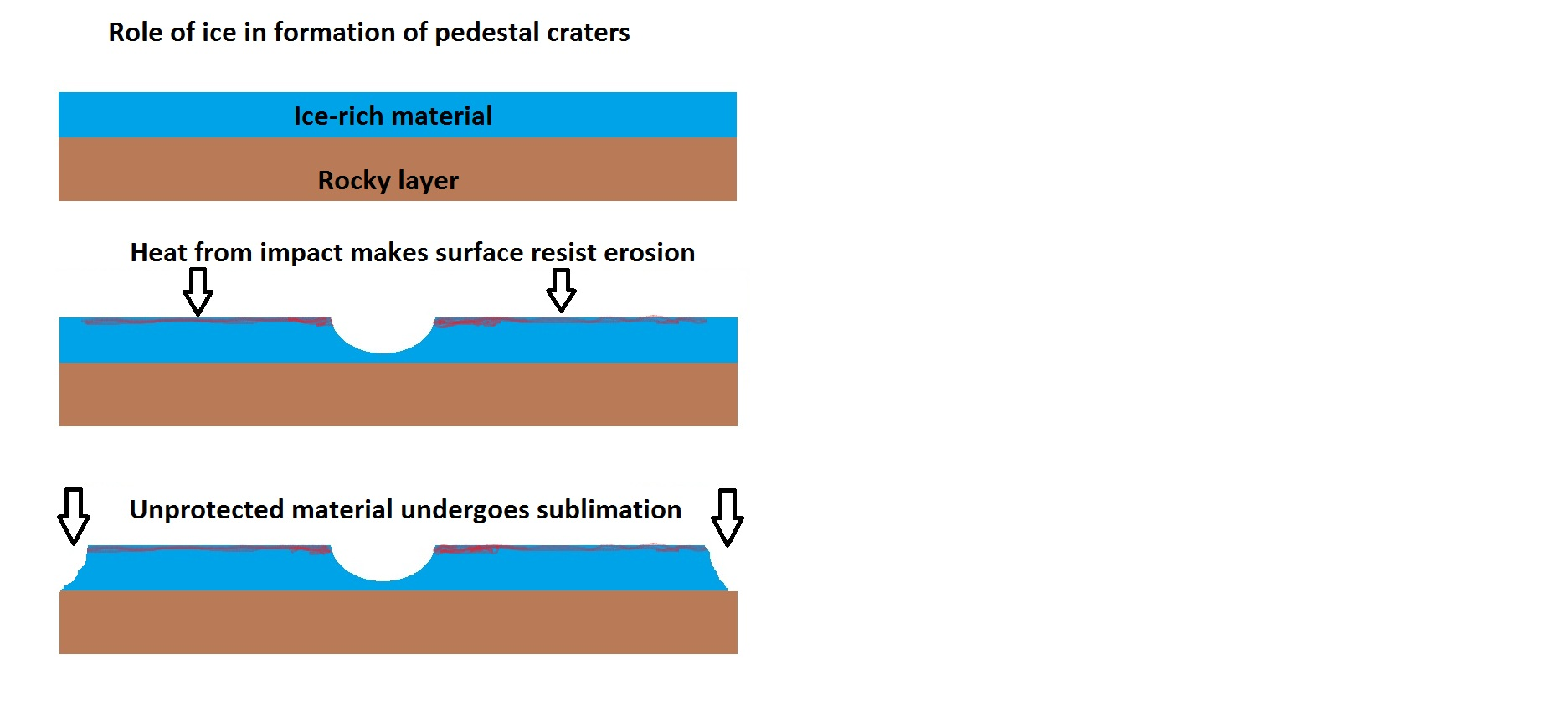
Schéma de la compréhension actuelle du mécanisme de formation des cratères à piédestal. Le projectile pénètre une couche riche en glace, mais pas plus loin. Le souffle et la chaleur de l'impact durcissent la surface contre l'érosion. Cela peut être obtenu par la fusion de la glace qui produit une solution saline, cimentant la surface.
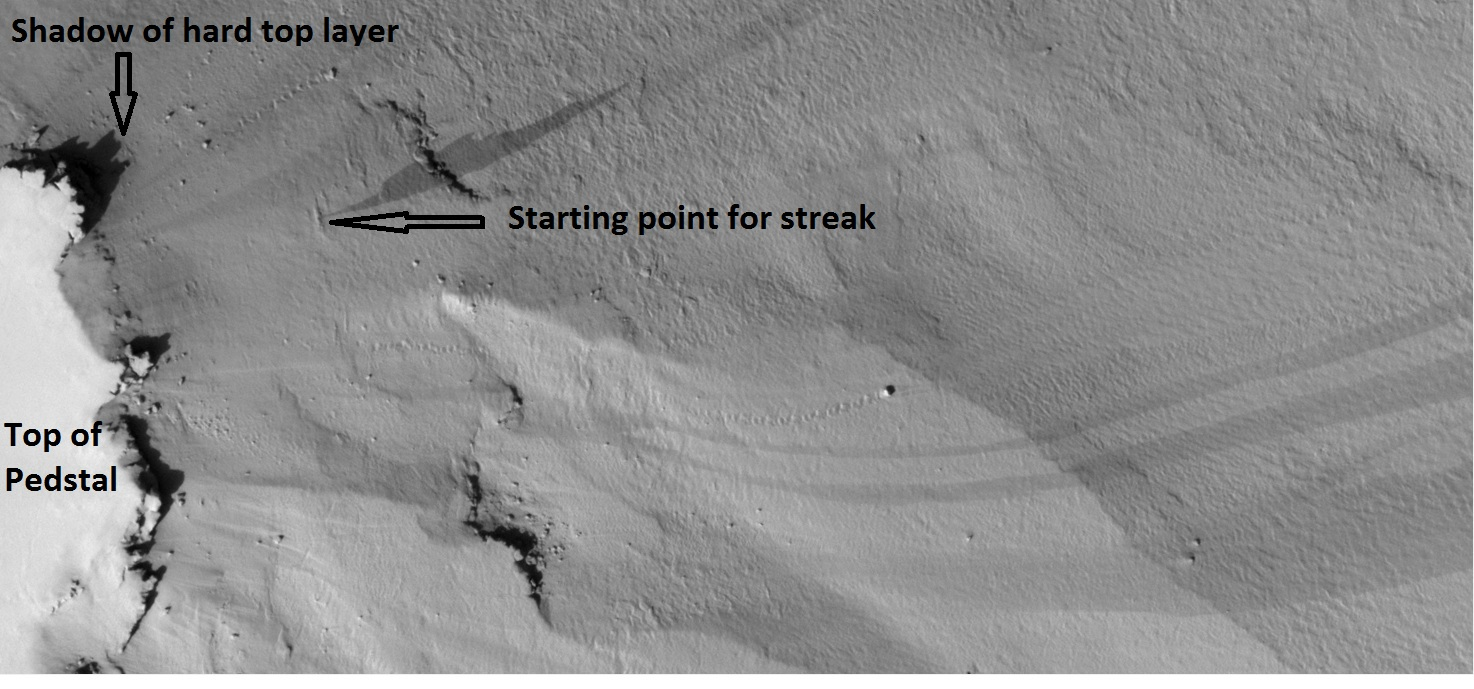
Projections sombres près du sommet d'un cratère à piédestal (HiRISE).
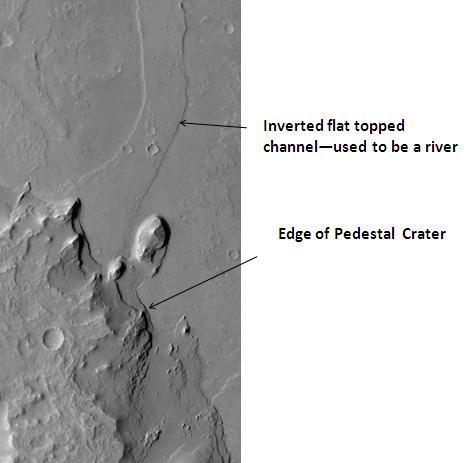
Quadrangle d'Oxia Palus : cratère à piédestal et crête (HiRISE). La crête est un ancien lit de rivière, inversé par l'érosion. le cratère a percé la crête, il est donc plus récent.
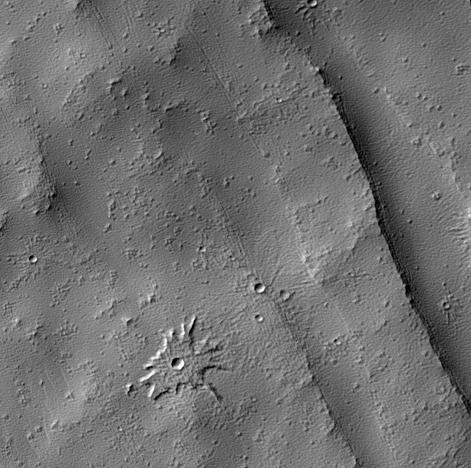
Biblis Patera, cratère à piédestal photographié par HiRISE.